# Casa Jacques Prévert
La Casa Jacques-Prévert es un museo departamental de la Manche dedicado a Jacques Prévert en la casa donde el poeta vivió durante los últimos años de su vida, en Omonville-la-Petite, cerca del cabo de la Hague. Se encuentra abierta al público desde 1995.

## Historia
Nacido a Neuilly-sur-Seine, cerca de París, en 1900, Jacques Prévert descubrió el cabo de la Hague en los años 1930 con sus amigos del movimiento teatral del Grupo Octubre.
En 1970 compró una casa en Le Val, Omonville-la-Petite, donde vivió hasta su muerte, el 11 de abril de 1977.
Fue su viejo amigo, el decorador de cine Alexandre Trauner, al que había conocido en el rodaje de la película de Marcel Carné, quien acondicionó este refugio, donde acogió a sus amigos que por allí pasaban.
La casa se ha convertido en un museo gestionado por el Consejo General de la Mancha, en la Red Departamental de Sitios y Museos de la Mancha, con la ayuda de la sociedad Fatras-Sucesión Jacques Prévert.
Jacques Prévert se encuentra sepultado en el cementerio de Omonville-la-Petite junto a su esposa, Janine, su hija, Michèle, y su amigo y vecino Alexandre Trauner.

## Visita

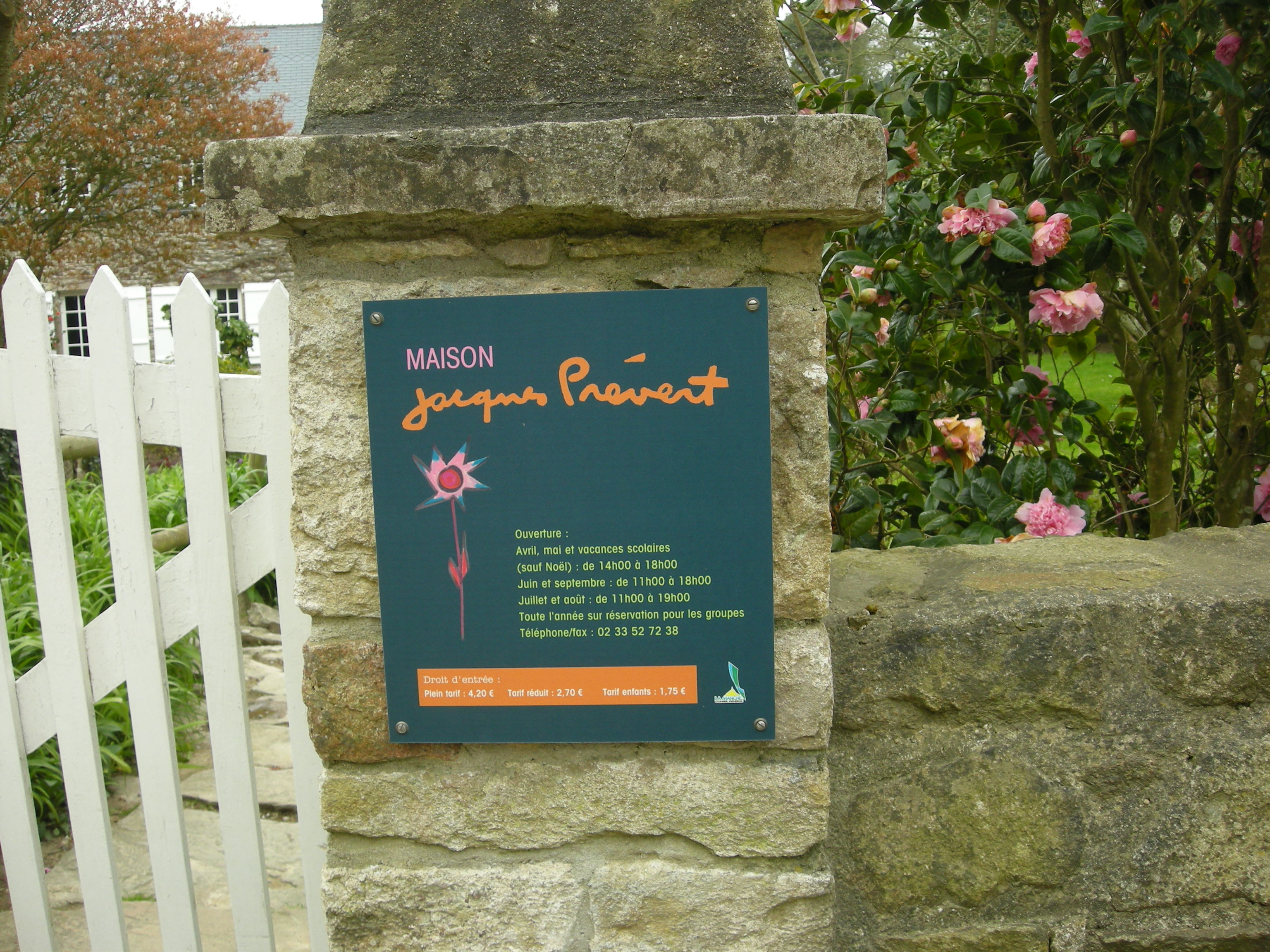
Hoy, un museo

La última residencia de Jacques Prévert, que es ante todo una casa de artista, es también un lugar de memoria donde se puede descubrir su vida y obra a través de exposiciones. La colección se compone de 468 objetos.
Algunos ejemplos, procedentes de las colecciones departamentales, de las múltiples obras que dejó el poeta, pueden verse en las diferentes salas de la casa: collages, ediciones originales de poemarios, libros de artista en colaboración con Picasso, Ernst y Miró, entre otros. 
La pieza central del museo es su estudio, donde el artista permaneció mucho tiempo. Hasta el final de su vida en la mesa de ese estudio continuó escribiendo y reuniendo material para sus collages. En Omonville, más que nunca, se apasionó por los collages, que regalaba y dedicaba a sus amigos y familiares.
Un objeto importante de la colección, entre los manuscritos y ediciones originales, es la edición de 1947, revisada y aumentada de Paroles, obra que lo consagró como poeta cuando fue publicada en 1946.